# Leucanitis hyblaeoides
Leucanitis hyblaeoides là một loài bướm đêm trong họ Noctuidae.